# La Révolte
La Révolte fue un periódico/revista quincenal francés que dirigía Jean Grave, fundado en 1887 como continuación de Le Révolté. En 1890, se produjo una polémica entre anarquistas de varios países, en la que unos propiciaban el mutualismo y otros el colectivismo. Entonces un español, Fernando Tarrida del Mármol envió una carta al periódico exponiendo las ideas del movimiento libertario de ese país sobre cómo llegar al anarquismo . Más adelante a esta idea se la denominó el "anarquismo sin adjetivos".
- Subtítulo:  Suplemento literario
- Descripción:  Publicación de literatura universal
- Periodicidad: Suplemento quincenal
- Lugar:  Francia
- Años: estimativamente fines del siglo XIX
- Ejemplares:
  - Volumen I: 101 cuadernillos
  - Volumen II: 102 cuadernillos
  - Volumen III: 50 cuadernillos